# Zimiris diffusa
Zimiris diffusa là một loài nhện trong họ Gnaphosidae.
Loài này thuộc chi Zimiris. Zimiris diffusa được miêu tả năm 2004 bởi Norman I. Platnick & Penney.